# Велленштейн (комуна)
Велленштейн (люксемб. Wellesteen, фр. Wellenstein, нім. Wellenstein) — комуна Люксембургу. Входить до складу кантону Реміх в окрузі Гревенмахер.

## Географія
Площа території комуни становить 7,42 км² (112-е місце за цим показником серед 116 комун Люксембургу).
Висота найвищої точки комуни над рівнем моря становить 292 метрів (114-е місце за цим показником серед комун країни), найнижчої — 141 метрів (6-е місце).

## Демографія
Станом на 2011 рік на території комуни мешкало 1 539 ос.
Динаміка чисельності населення:

## Адміністративний поділ
До складу комуни входять такі поселення:
| Поселення      | Населення за даними переписів: | Населення за даними переписів: | Населення за даними переписів: |
| Поселення      | на 31.03.1981                  | на 01.03.1991                  | на 15.02.2001                  |
| -------------- | ------------------------------ | ------------------------------ | ------------------------------ |
| Бех-Кляйнмахер | 451                            | 419                            | 536                            |
| Швебсанж       | 218                            | 212                            | 277                            |
| Велленштейн    | 354                            | 361                            | 453                            |